# Aste-Béon
Aste-Béon település Franciaországban, Pyrénées-Atlantiques megyében. Lakosainak száma 225 fő (2022. január 1.). Aste-Béon Gère-Bélesten, Bielle, Castet, Laruns és Louvie-Soubiron községekkel határos.

## Népesség
A település népességének változása:
| Lakosok száma | 259  | 242  | 237  | 234  | 231  | 230  | 228  | 225  |
|               | 2013 | 2015 | 2017 | 2018 | 2019 | 2020 | 2021 | 2022 |